# Macaranga
Macaranga é um género botânico pertencente à família Euphorbiaceae.
Plantas nativas da África, Ásia e Oceania.

## Sinonímia
| - Adenoceras Rchb.f. & Zoll. ex Baill. - Mappa A.Juss - Mecostylis Kurz ex Teijsm. & Binn. - Pachystemon Blume | - Panopia Noronha ex Thouars - Phocea Seem. - Tanarius Kuntze |

## Principais espécies
O gênero é composto por 406 espécies. As principais são:
| - Macaranga acerifolia - Macaranga capensis - Macaranga indica | - Macaranga mappa - Macaranga tanarius |

## Lista completa de espécies
- Macaranga acerifolia
- Macaranga acuminata
- Macaranga adenantha
- Macaranga adenophila
- Macaranga advena
- Macaranga albescens
- Macaranga alchorneifolia
- Macaranga alchorneoides
- Macaranga aleuritoides
- Macaranga alnifolia
- Macaranga amboinensis
- Macaranga amissa
- Macaranga amplifolia
- Macaranga anceps
- Macaranga andamanica
- Macaranga andersoni
- Macaranga angolensis
- Macaranga angulata
- Macaranga angustifolia
- Macaranga anjuanensis
- Macaranga ankafinensis
- Macaranga apicifera
- Macaranga apoenensis
- Macaranga assas
- Macaranga ashtonii
- Macaranga asterolasia
- Macaranga astrolabica
- Macaranga attenuata
- Macaranga aetheadenia
- Macaranga auriculata
- Macaranga baccaureifolia
- Macaranga bachmanni
- Macaranga bailloniana
- Macaranga balabacensis
- Macaranga balakrishnanii
- Macaranga balansae
- Macaranga bancana
- Macaranga barteri
- Macaranga bartlettii
- Macaranga beccariana
- Macaranga beillei
- Macaranga belensis
- Macaranga bicolor
- Macaranga bifoveata
- Macaranga blumeana
- Macaranga borneensis
- Macaranga boutonioides
- Macaranga brachythyrsa
- Macaranga brachytricha
- Macaranga bracteata
- Macaranga brandisii
- Macaranga brassii
- Macaranga brevipetiolata
- Macaranga brooksii
- Macaranga brunneo
- Macaranga bullata
- Macaranga caladifolia
- Macaranga calcicola
- Macaranga calcifuga
- Macaranga calophylla
- Macaranga capensis
- Macaranga carrii
- Macaranga carolinensis
- Macaranga caryocarpa
- Macaranga caesariata
- Macaranga caudata
- Macaranga caudatifolia
- Macaranga celebica
- Macaranga chatiniana
- Macaranga chevalieri
- Macaranga chlorolepis
- Macaranga choiseuliana
- Macaranga chrysotricha
- Macaranga ciliata
- Macaranga cissifolia
- Macaranga clavata
- Macaranga clemensiae
- Macaranga coggygria
- Macaranga congestiflora
- Macaranga conglomerata
- Macaranga conifera
- Macaranga constricta
- Macaranga cordifolia
- Macaranga coriacea
- Macaranga cornuta
- Macaranga corymbosa
- Macaranga costulata
- Macaranga coursi
- Macaranga crassistipulosa
- Macaranga crenata
- Macaranga cucullata
- Macaranga cumingii
- Macaranga cuneata
- Macaranga cuneifolia
- Macaranga cupularis
- Macaranga cuernosensis
- Macaranga curtisii
- Macaranga cuspidata
- Macaranga dallachyana
- Macaranga dallachyi
- Macaranga dalechampioides
- Macaranga danguyana
- Macaranga darbyshirei
- Macaranga dawei
- Macaranga decaryana
- Macaranga decipiens
- Macaranga densiflora
- Macaranga denticulata
- Macaranga depressa
- Macaranga dibeleensis
- Macaranga didymocarpa
- Macaranga diepenhorstii
- Macaranga digyna
- Macaranga dioica
- Macaranga dipterocarpifolia
- Macaranga divergens
- Macaranga domatiosa
- Macaranga ducis
- Macaranga ebolowana
- Macaranga echinocarpa
- Macaranga ebolowana
- Macaranga echinocarpa
- Macaranga effusa
- Macaranga eglandulosa
- Macaranga eloba
- Macaranga endertii
- Macaranga esquirolii
- Macaranga eymae
- Macaranga faiketo
- Macaranga fallacina
- Macaranga ferruginea
- Macaranga fimbriata
- Macaranga flexuosa
- Macaranga formicarum
- Macaranga fragrans
- Macaranga fulva
- Macaranga fulvescens
- Macaranga gabunica
- Macaranga galorei
- Macaranga gamblei
- Macaranga gigantea
- Macaranga gigantifolia
- Macaranga gilletii
- Macaranga glaberrima
- Macaranga glabra
- Macaranga glandibracteolata
- Macaranga glandulifera
- Macaranga gmelinaefolia
- Macaranga gossypifolia
- Macaranga gracilis
- Macaranga graeffeana
- Macaranga grallata
- Macaranga grandifolia
- Macaranga grayana
- Macaranga griffithiana
- Macaranga guignardi
- Macaranga gummiflua
- Macaranga hageniana
- Macaranga haplostachya
- Macaranga harveyana
- Macaranga havilandii
- Macaranga helferi
- Macaranga hemsleyana
- Macaranga henricorum
- Macaranga henryi
- Macaranga herculis
- Macaranga heterophylla
- Macaranga heudelotii
- Macaranga hexandra
- Macaranga heynei
- Macaranga hildebrandtii
- Macaranga hispida
- Macaranga hoffmannii
- Macaranga hosei
- Macaranga huahineensis
- Macaranga hullettii
- Macaranga humberti
- Macaranga humblotiana
- Macaranga huraefolia
- Macaranga hypoleuca
- Macaranga hystrichogyne
- Macaranga inamoena
- Macaranga incisa
- Macaranga indica
- Macaranga indistincta
- Macaranga induta
- Macaranga inermis
- Macaranga inopinata
- Macaranga insignis
- Macaranga insularis
- Macaranga intonsa
- Macaranga involucrata
- Macaranga isadenia
- Macaranga javanica
- Macaranga johannium
- Macaranga kampotensis
- Macaranga kanehirae
- Macaranga keyensis
- Macaranga kilimandscharica
- Macaranga kinabaluensis
- Macaranga kingii
- Macaranga klaineana
- Macaranga kostermansii
- Macaranga kurzii
- Macaranga laciniata
- Macaranga lamellata
- Macaranga lanceolata
- Macaranga lancifolia
- Macaranga latifolia
- Macaranga laurentii
- Macaranga le
- Macaranga lecomtei
- Macaranga ledermanniana
- Macaranga leightonii
- Macaranga leonardii
- Macaranga leptostachya
- Macaranga leytensis
- Macaranga lineata
- Macaranga loheri
- Macaranga longestipulata
- Macaranga longicaudata
- Macaranga longipetiolata
- Macaranga longispica
- Macaranga lophostigma
- Macaranga louisiadum
- Macaranga lowii
- Macaranga lugubris
- Macaranga lutescens
- Macaranga macrophylla
- Macaranga macropoda
- Macaranga madagascariensis
- Macaranga magna
- Macaranga magnifolia
- Macaranga magnistipulosa
- Macaranga maingayi
- Macaranga mallotiformis
- Macaranga mallotoides
- Macaranga maluensis
- Macaranga mappa
- Macaranga marikoensis
- Macaranga maudslayi
- Macaranga mauritiana
- Macaranga megacarpa
- Macaranga megalophylla
- Macaranga meiophylla
- Macaranga melanosticta
- Macaranga mellifera
- Macaranga membranacea
- Macaranga merrilliana
- Macaranga mildbraediana
- Macaranga minutiflora
- Macaranga misimae
- Macaranga mista
- Macaranga modesta
- Macaranga mollis
- Macaranga molliuscula
- Macaranga moluccana
- Macaranga monandra
- Macaranga montana
- Macaranga motleyana
- Macaranga multiflora
- Macaranga multiglandulosa
- Macaranga myriantha
- Macaranga myriolepida
- Macaranga myrmecophila
- Macaranga necopina
- Macaranga neo
- Macaranga neomildbraediana
- Macaranga nicobarica
- Macaranga noblei
- Macaranga nova
- Macaranga nyassae
- Macaranga oblongifolia
- Macaranga obovata
- Macaranga occidentalis
- Macaranga oreophila
- Macaranga ovalifolia
- Macaranga ovata
- Macaranga ovatifolia
- Macaranga pachyphylla
- Macaranga palustris
- Macaranga papuana
- Macaranga parvibracteata
- Macaranga paxii
- Macaranga pearsonii
- Macaranga peltata
- Macaranga penninervia
- Macaranga pentaloba
- Macaranga perakensis
- Macaranga perrieri
- Macaranga petanostyla
- Macaranga pierreana
- Macaranga pilosula
- Macaranga platyclada
- Macaranga platyphylla
- Macaranga pleioneura
- Macaranga pleiostemona
- Macaranga pleytei
- Macaranga poggei
- Macaranga poilanei
- Macaranga polyadenia
- Macaranga polyneura
- Macaranga populifolia
- Macaranga porrecta
- Macaranga porteana
- Macaranga praestans
- Macaranga preussii
- Macaranga pruinosa
- Macaranga pseudopeltata
- Macaranga pseudopruinosa
- Macaranga puberula
- Macaranga punctata
- Macaranga puncticulata
- Macaranga pustulata
- Macaranga pynaertii
- Macaranga quadricornis
- Macaranga quadriglandulosa
- Macaranga quinquelobata
- Macaranga racemosa
- Macaranga raivavaeensis
- Macaranga ramiflora
- Macaranga rarispina
- Macaranga recurvata
- Macaranga reineckei
- Macaranga reiteriana
- Macaranga repando
- Macaranga reticulata
- Macaranga rhizinoides
- Macaranga rhodonema
- Macaranga ribesioides
- Macaranga riparia
- Macaranga robiginosa
- Macaranga robinsonii
- Macaranga roemeri
- Macaranga rosea
- Macaranga rostrata
- Macaranga rosuliflora
- Macaranga rottleroides
- Macaranga rotundifolia
- Macaranga rowlandii
- Macaranga roxburghii
- Macaranga rufescens
- Macaranga rufibarbis
- Macaranga rugosa
- Macaranga ruwenzorica
- Macaranga saccifera
- Macaranga salicifolia
- Macaranga salomonensis
- Macaranga sampsoni
- Macaranga sanguinea
- Macaranga sarcocarpa
- Macaranga schleinitziana
- Macaranga schweinfurthii
- Macaranga secunda
- Macaranga seemanni
- Macaranga semiglobosa
- Macaranga seta
- Macaranga setosa
- Macaranga sibuyanensis
- Macaranga similis
- Macaranga sinensis
- Macaranga spathicalyx
- Macaranga sphaerophylla
- Macaranga spinosa
- Macaranga staudtii
- Macaranga stellimontium
- Macaranga stenophylla
- Macaranga sterrophylla
- Macaranga stipulosa
- Macaranga stricta
- Macaranga strigosa
- Macaranga strigosissima
- Macaranga subdentata
- Macaranga subfalcata
- Macaranga subpeltata
- Macaranga suleensis
- Macaranga sumatrana
- Macaranga suwo
- Macaranga sylvatica
- Macaranga taitensis
- Macaranga tamiana
- Macaranga tanarius
- Macaranga tchibangensis
- Macaranga tenella
- Macaranga tentaculata
- Macaranga tenuifolia
- Macaranga tenuiramea
- Macaranga tessellata
- Macaranga teysmanni
- Macaranga thompsonii
- Macaranga thonneri
- Macaranga thorelii
- Macaranga thouarsii
- Macaranga togoensis
- Macaranga tomentosa
- Macaranga trachyphylla
- Macaranga trichanthera
- Macaranga trichocarpa
- Macaranga trigonostemonoides
- Macaranga triloba
- Macaranga truncata
- Macaranga tsonane
- Macaranga umbrosa
- Macaranga urophylla
- Macaranga usambarica
- Macaranga utilis
- Macaranga vanderysti
- Macaranga vedeliana
- Macaranga velutina
- Macaranga velutiniflora
- Macaranga venosa
- Macaranga vermoeseni
- Macaranga versteeghii
- Macaranga vieillardi
- Macaranga vieillardii
- Macaranga villosula
- Macaranga vitiensis
- Macaranga vulcanica
- Macaranga warburgiana
- Macaranga whitmorei
- Macaranga wightiana
- Macaranga winklerella
- Macaranga winkleri
- Macaranga womersleyi
- Macaranga yakasii
- Macaranga zenkeri

## Nome e referências
Macaranga Thouars